# 아트 오브 크라잉
아트 오브 크라잉(Kunsten At Graede I Kor, The Art Of Crying)은 덴마크에서 제작된 피터 쇼나우 포그 감독의 2006년 영화이다. 예스퍼 에스홀트 등이 주연으로 출연하였다.

## 출연

### 주연
- 예스퍼 에스홀트

### 조연
- 자닉 로렌젠

## 제작진
- 미술: 소렌 크라그 소렌슨
- 의상: 마르그레세 래스무슨